# سازمان وظیفه عمومی فراجا
سازمان وظیفه عمومی فراجا سازمان نظامی مستقل در تابعیت ستاد کل نیروهای مسلح جمهوری اسلامی ایران و وابسته به فرماندهی انتظامی جمهوری اسلامی ایران است، که وظیفه اجرای قانون خدمت وظیفه عمومی و مقررات مربوط به آن را برعهده دارد.
از جمله مأموریت‌های مهم این سازمان می‌توان به اعزام و تعیین تکلیف اتباع مشمول خدمت وظیفه عمومی و رسیدگی و صدور کارت‌های معافیت و صدور کارت پایان خدمت هوشمند و تأمین کارکنان وظیفه نیروهای مسلح و سازمان‌های دولتی اشاره کرد.
این سازمان پیش‌تر به‌عنوان یکی از معاونت‌های نیروی انتظامی جمهوری اسلامی ایران فعالیت می‌کرد که از دهه هشتاد به سازمان وظیفه عمومی ناجا ارتقاء پیدا کرد. هم‌اکنون سرتیپ رحمان علیدوست ریاست سازمان وظیفه عمومی فراجا را برعهده دارد.